# دون ماسي
دون ماسي هو سياسي كندي، ولد في 15 أغسطس 1936 في إدمونتون في كندا. انتخب عضو الجمعية التشريعية في ألبرتا ‏.